# Patrick Carnegy, XV conte di Northesk
Patrick Charles Carnegy (23 settembre 1940) è un giornalista scozzese.

## Biografia
Carnegy studiò alla Rugby School e quindi dal 1960 alla Trinity Hall di Cambridge.
Tra i suoi ibri si ricordano Faust as Musician: A Study of Thomas Mann's novel ‘Doctor Faustus’ (1973) e Wagner and the Art of the Theatre (2006, Royal Philharmonic Soc Award, Special Jury Prize George Freedley Memorial Award), la cui scrittura richiese 40 anni.
Tra le altre pubblicazioni vi sono riviste ed articoli sulla letteratura, sulla musica, sull'opera (in particolare Wagner) ed il teatro tedeschi per "The Times Literary and Educational Supplements", "London Review of Books", "The Spectator", "Opera", "The Musical Times" ed altri giornali.
Per la radio, forniva regolari contributi negli anni '70 e '80 del XX secolo al programma Kaleidoscope, magazine sulle arti del canale 4 della BBC. Tra i contributi al canale Radio 3 vi sono documentari su Thomas Mann, Kafka, il Barenboim/Kupfer Ring a Bayreuth (1988), e la prima registrazione del Ring su DVD per la compilation CD Review (2008) del canale BBC Radio 3.
Per la televisione, contribuì al secondo documentario della BBC su Wagner nella serie sui Grandi Compositori (1998).
Nel 1988 fu invitato da Jeremy Isaacs a ricoprire il posto di drammaturgo (consigliere letterario e del repertorio) presso la Royal Opera House. Lì avviò un programma di seminari, giornate di studio ed altri eventi aperti a tutti. Fu premiato con la Leverhulme Research Fellowship (1994–96).
È uno dei membri fondatori del Bayreuth International Arts Centre e lavorò per il BBC Central Music Advisory Committee (1986–89) e il BBC General Advisory Council (1990–96).
Lord Northesk è un discendente agnatizio di David Carnegie, II conte di Northesk. Egli ereditò la contea alla morte del suo cugino di ottavo grado David John MacRae Carnegie, XIV conte di Northesk, avvenuta il 28 marzo 2010.
Lord Northesk convive con il soprano Jill Gomez, nel Cambridgeshire.